# Hispano-arab
Hispano-arab är en hästras som ibland kallas trés sangres, som ungefär betyder treblodig vilket påpekar att rasen har tre blodslinjer. Rasen är avlad på korsningar mellan Andalusier, Arabiskt fullblod och Engelskt fullblod.

## Historia
Exakt när man började kalla denna korsning för Hispanoarab vet man inte då liknande korsningar har använts i många år bland annat för att utveckla nya varmblod. Basen var korsningar mellan Andalusier och araber som man sedan korsade med de engelska fullbloden. Man tror att rasen uppkom för att användas på tjurfäktningar och under tjurrusningen i Pamplona där det behövdes snabba och smidiga men ändå lugna hästar. Andalusiern utvecklades under slutet av 1800-talet och 1986 fick Hispano-araben en egen stambok.

## Egenskaper
Utseendet på hispano-araberna kan variera ganska mycket. Uppfödarna föredrar hästar som har raka nosryggar och påminner mer om Andalusiern med egenskaper från de två fullbloden men ibland kan arabens exteriör lysa igenom med inåtbuktande nosrygg och krökt nacke. En hispano-arab måste ha minst 25% arabiskt blod i sig. 
Hispano-araben har fått snabbhet efter det engelska fullblodet, uthållighet och säkerhet från araben och tålamodet och lugnet från Andalusiern. Rasen är livlig, elegant och lätt i exteriören vilket gör den skön att rida och populär, inte bara inom tjursporterna utan även i dressyr och hoppning.